# Rhyssa petiolata
Rhyssa petiolata là một loài tò vò trong họ Ichneumonidae.